# Ericsson Mobile Communications
Ericsson Mobile Communications AB var ett dotterbolag i Ericssonsfären, helt inriktat på utveckling och tillverkning av mobiltelefoner. De större kontoren fanns i Lund, Kumla, Raleigh, North Carolina samt Lynchburg, Virginia.

## Historia
Under Ericsson Radio Systems dåvarande vd Lars Ramqvist bildades den 1 juli 1989 ett nytt bolag: Ericsson GE Mobile Communications tillsammans med General Electric som omfattade all mobiltelefonverksamhet i USA och Sverige. Ericsson ägde 60 procent av företaget, och General Electric ägde 40 procent. I detta ingick bland annat en fabrik med 1 600 anställda i Lynchburg, Virginia. Ericsson Radio Systems förre vd Åke Lundkvist flyttade över till USA som vd för det nya bolaget, som också kontrollerade terminalverksamheten i fabriken i Kumla och forskningsanläggningen i Lund. Mobiltelefonverksamheten i företaget stod i detta läge för 14 procent av faktureringen av verksamheten i affärsområdet radiokommunikation.
År 1990 öppnade Ericsson GE Mobile Communications på initiativ av Åke Lundkvist ett nytt kontor för forskning och utveckling i Research Triangle Park, en företagspark i Raleigh, North Carolina. Syftet med detta var att skilja på forskning och utveckling och ren tillverkning, för att återspegla uppdelningen mellan Kumla och Lund i Sverige.
Verksamheten i Ericsson GE Mobile Communications kom att präglas av svåra samarbetsproblem mellan de två företagen och oförmåga att göra inbrytningar på den amerikanska mobiltelefonmarknaden.
I början av år 1992 köpte Ericsson ytterligare 20 procent av det samägda bolaget och Ericsson GE Mobile Communications ägdes i detta läge till 80 procent av Ericsson. Vid slutet av 1993 lämnade General Electric styrelsen för det gemensamma företaget. Den 1 april 1998 utnyttjade General Electric en säljoptionsklausul i kontraktet med Ericsson och sålde sin sista andel i det gemensamma bolaget tillbaka till Ericsson som därmed blev ensam ägare till bolaget.
År 1994 stod mobiltelefonin för 85 procent av verksamheten inom affärsområdet för radiosystem, och affärsområdet för radiosystem (det vill säga Ericsson Radio Systems AB) stod för hälften av Ericssons fakturering. Mobiltelefoniversksamheten med såväl system som terminaler ökade sin fakturering med 73 procent. Mobiltelefonverksamheten betraktades nu som en kärnprodukt, och den 1 mars 1994 tog Johan Siberg över som vd för det gemensamma bolaget Ericsson GE Mobile Communications som bytte namn till Ericsson Mobile Communications AB (ECS) och blev ett helägt, avknoppat företag med huvudkontor i Sverige.
År 1994 inleddes en sidoverksamhet med kortdistansradiotekniken Bluetooth inom företaget, från 1997 i samarbete med Intel. År 1998 bildades en intressegrupp, Bluetooth Special Interest Group tillsammans med Intel, IBM, Nokia och Toshiba, och år 2000 avknoppas företaget Ericsson Technology Licensing för att förvalta tekniken, samtidigt som den första produkten, ett headset, nådde marknaden.
Tillväxten av volymerna i det nya företaget ökade mycket snabbt och fokus under de första åren kom att ligga på att snabbt rampa upp produktionen, vilket lyckades. År 1998 genererade företaget en vinst på 13 miljarder kronor. Redan år 1999 började företaget drabbas av problem på konsumentmarknaden, efter att huvudkonkurrenten Nokia börjat använda design som ett vapen för att vinna marknadsandelar. Speciellt Nokia 3210 har beskrivits som ett problem, då den saknade antenn. Ericsson betraktade detta som en tekniskt undermålig konstruktion, men konsumenterna valde ändå denna inriktning. I samma skede började Nokia genom sin storlek att konkurrera med stordriftsfördelar och fick på så vis ned priset på komponenter.

### Telekomkrisen

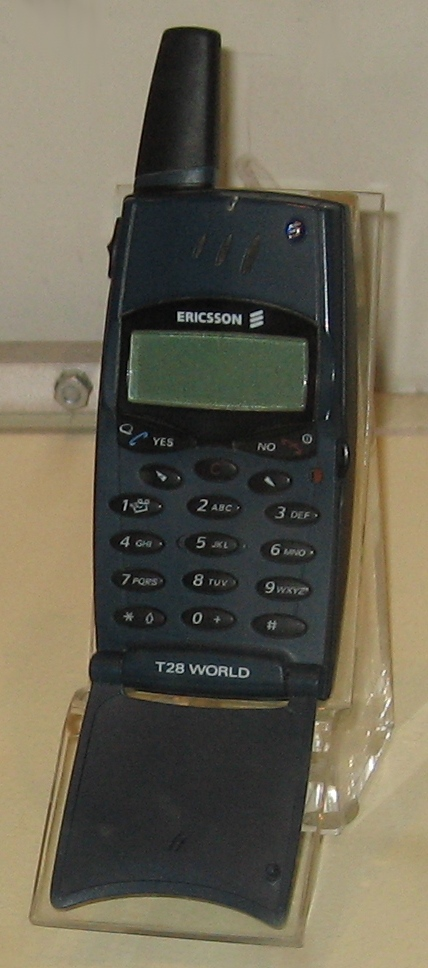
Ericsson T28 World.

Under år 1998 fick företaget problem att färdigställa nästa flaggskeppsmodell, Ericsson T28. Denna var ursprungligen planerad att introduceras i julhandeln år 1998, men lanserades först hösten år 1999. I mars år 2000 brann Philips fabrik i Albuquerque för tillverkning av radioelektronik, vilket drabbade Ericssons leverantörskedja hårt, och ledde till ytterligare leveransproblem. Volymförlusten har uppskattats till 7 miljoner telefoner. Nokia hann binda upp alternativa leverantörer före Ericsson och kunde behålla sin marknadsledande position.

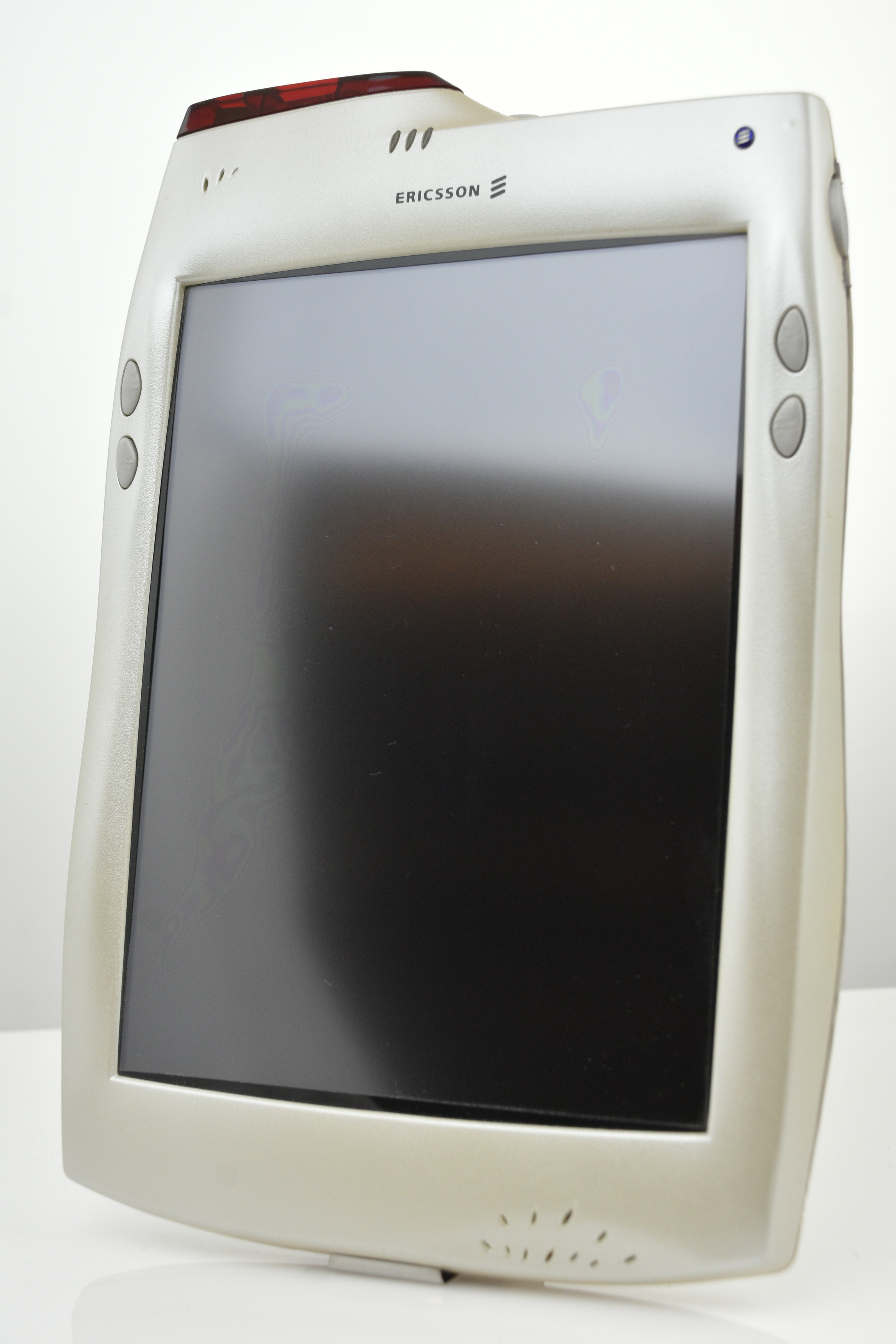
Ericsson Delphipad surfplatta från 2001.

Produktutecklingen fortsatte med hög takt. På CeBIT-mässan 1999 visade man upp ett tillbehör för fingeravtrycksläsning som utvecklats i ett licensavtal med Fingerprint Cards. År 2000 lyckades företaget producera sin första smarttelefon, Ericsson R380. Denna blev ingen kommersiell framgång men var den första telefon som använde operativsystemet Symbian, tidigare kallat EPOC. Man lanserade även en handdator med namnet Ericsson MC218, en OEM-produkt baserad på Psion Series 5mx. Samtidigt pågick ett flertal experimentprojekt med olika handdatorprodukter: i årsredovisningen för år 1999 förekommer en bild på en handdator med namnet HS210 cordless display phone som skulle använda Bluetooth för att ansluta sig till en mindre basstation i hemmet, och en annan experimentprodukt var DelphiPad som utvecklats i samarbete med Centre for Wireless Communications i Singapore, och som var en handdator som i stort påminde om en modern surfplatta med tryckkänslig skärm, Netscapes webbläsare och Linux som operativsystem. Produkterna färdigställdes aldrig, men bilder på dessa prototyper har cirkulerat på Internet.

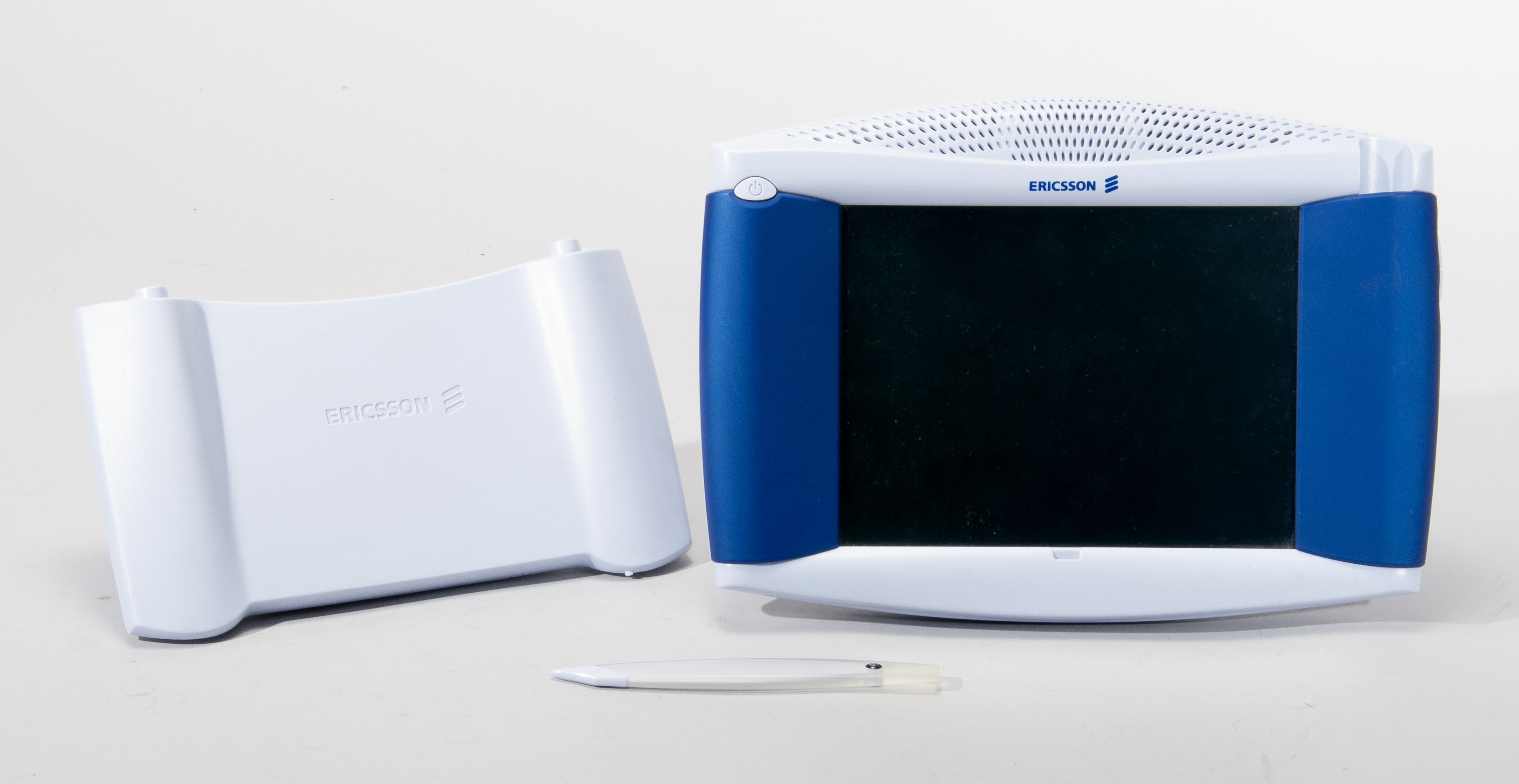
Ericsson H610 som tillverkades i ett fåtal exemplar år 2001.

Omedelbart efter sekelskiftet, år 2000-2001 inträffade den så kallade telekomkrisen som kom att drabba Ericsson Mobile Communications mycket hårt. Affärsområdet där Ericsson Mobile Communications ingick gjorde nu en förlust på 24 miljarder kronor.
Våren 2001 började de första åtgärderna för att minska förlusterna med att 600 personer sades upp inom produktionen, samtidigt som all massproduktion flyttades över till företaget Flextronics. Detta berörde 11 000 anställda. Forsknings- och utvecklingskontoret i Lund berördes vid detta tillfälle inte speciellt hårt: 100 personer sades upp och därutöver flyttades 80 personer inom fastighetsförvaltning och IS/IT ut till andra företag. Några månader senare under sommaren kom emellertid den stora reformen, då företaget delades.

### Uppdelningen i SonyEricsson och Ericsson Mobile Platforms
Som en sista åtgärd för att kontra den ekonomiska krisen fick Ericsson söka en partner för mobiltelefonverksamheten, och därför splittrades bolaget år 2001 i två delar:
- Tillverkning och design av mobiltelefoner överfördes år 2001 till företaget Sony Ericsson Mobile Communications som samägdes med hemelektroniktillverkaren Sony.[20] Sony Ericsson hade vid bildandet cirka 3 500 anställda.
- Mobilplattformar, det vill säga mjukvara och hårdvara som bildar grundstommen i mobiltelefoner, överfördes till ett nytt bolag kallat Ericsson Mobile Platforms (EMP). Några av kunderna var Flextronics, HTC, LG, NEC, Sagem, Sharp och naturligtvis Sony Ericsson. Huvudfokus inom detta bolag kom att ligga på utveckling av en mobilplattform för tredje generationens mobiltelefoni, UMTS.[21]

I februari 2012 meddelade Sony att de slutfört köpet av Ericssons halva av Sony Ericsson, som därmed bytte namn till Sony Mobile Communications. Vid denna tidpunkt hade bolaget ca 8 000 anställda globalt. Avyttrandet av Sony Ericsson omfattade utvecklingen och tillverkningen av mobiltelefoner. 
Den 12 februari 2009 meddelade Ericsson att bolaget Ericsson Mobile Platforms slogs samman med ST Microelectronics mobilplattformbolag ST-NXP Wireless, och därigenom bildade det nya samägda bolaget ST-Ericsson där Ericsson och STMicroelectronics ägde 50 procent vardera.

## Produkter och plattformar

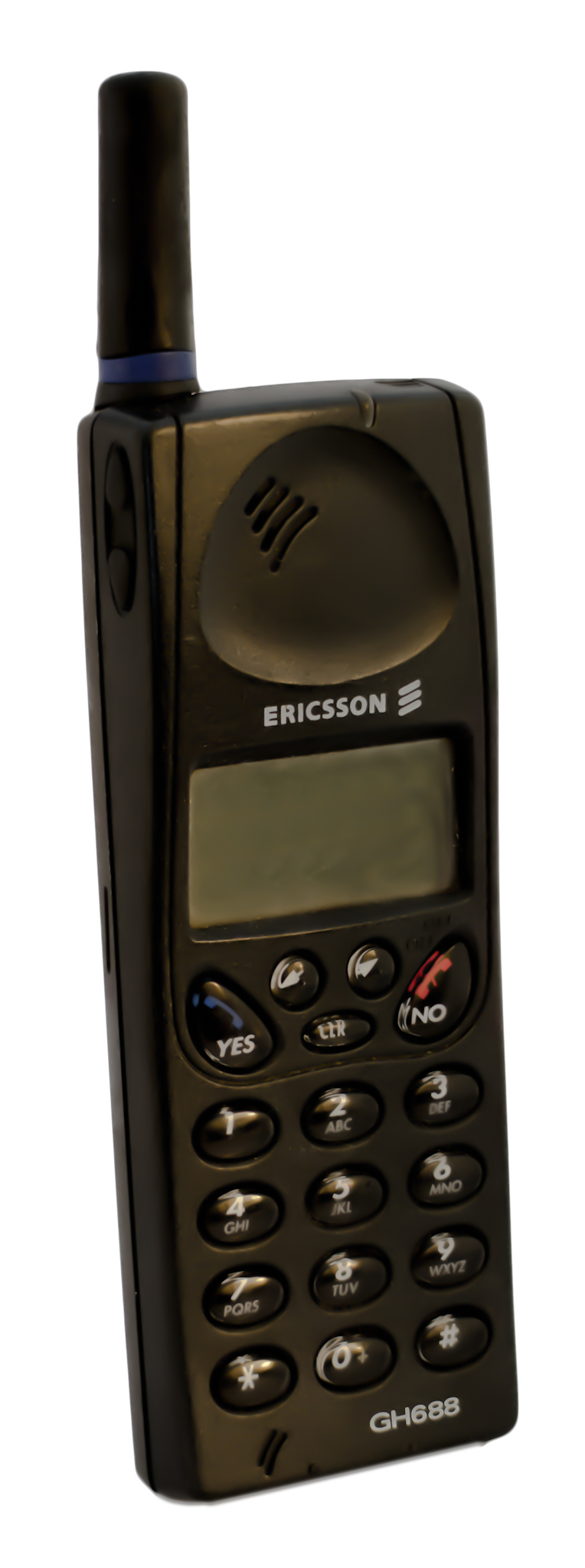
Ericsson GH688, är en GSM-telefon på Jane-plattformen.

De tidigare produktlinjerna från Ericsson Radio Systems hade vid tiden för Ericsson Mobile Communications födelse börjat byggas kring plattformar, vilket var liktydigt med en viss elektronisk och mekanisk design, och även om flera modeller gjordes på en och samma plattform kan de tidiga plattformarna kännas igen på sitt utseende:
| Plattform | Introducerad | NMT-modeller       | ETACS-modeller | GSM-modeller                             | Combo                                                                     | Ref           |
| --------- | ------------ | ------------------ | -------------- | ---------------------------------------- | ------------------------------------------------------------------------- | ------------- |
| Curt      | 1987         | HotLine Pocket 900 | -              | -                                        | -                                                                         | [ 25 ]        |
| Olivia    | 1989         | NH72               | EH72           | GH172                                    | -                                                                         | [ 25 ] [ 26 ] |
| Sandra    | 1991         | NH97               | EH97           | GH197, GH198                             | -                                                                         | [ 25 ] [ 27 ] |
| Jane      | 1996         | NH237              | EH237          | GH337, GH388, GA318, GA628, GH688, A1018 | TH688 (DECT+GSM), SH888 (modem), I888 (GSM 900+1900), S868 (GSM 900+1800) | [ 25 ] [ 27 ] |
| Emma      | 1996         |                    |                | GF768, PF768, GF788, T18                 | -                                                                         | [ 27 ]        |
| Marianne  | -            | -                  | -              | T28, T36                                 | -                                                                         | [ 24 ]        |

Som kan skönjas från uppräkningen finns ett visst system i modellbeteckningarna: första bokstaven indikerar radiostandarden (N=NMT, E=ETACS, G=GSM), andra bokstaven mekanisk design (H=Handhållen, F=Flip), och siffran indikerar på något vis vilken plattform som används. Runt år 2000 ökar antalet modeller, plattformar och kodnamn explosionsartat och beteckningarna går inte längre att härleda på ett enkelt sätt. Vid upplösningen av företaget i Sony Ericsson respektive Ericsson Mobile Platforms fortsatte antalet modeller att växa inom Sony Ericsson medan Ericsson Mobile Platforms drog ner kraftigt på tempot och producerade ett fåtal plattformar med namn som U100, U200 och så vidare.